# Cyanocorax melanocyaneus
Cyanocorax melanocyaneus là một loài chim trong họ Corvidae.